# Рончело
Рончѐло (на италиански: Roncello, на западноломбардски: Runcèll, Рунчел) е малко градче и община в Северна Италия, провинция Монца и Брианца, регион Ломбардия. Разположено е на 196 m надморска височина. Населението на общината е 4138 души (към 2010 г.).
До 2009 г. общината е част от провинция Милано.